# Voleibol sentado nos Jogos Paralímpicos de Verão de 2016 - Masculino
As disputas masculinas do voleibol sentado nos Jogos Paralímpicos de Verão de 2016 foram realizada entre 9 e 16 de setembro no Riocentro, Rio de Janeiro, Brasil.

## Primeira fase

### Grupo A
|     |                    |     | Jogos | Jogos | Jogos | Resultados | Resultados | Resultados | Resultados | Resultados | Resultados | Sets | Sets | Sets  | Pontos | Pontos | Pontos |
| Pos | Equipe             | Pts | T     | V     | D     | 3–0        | 3–1        | 3–2        | 2–3        | 1–3        | 0–3        | V    | P    | R     | V      | P      | R      |
| --- | ------------------ | --- | ----- | ----- | ----- | ---------- | ---------- | ---------- | ---------- | ---------- | ---------- | ---- | ---- | ----- | ------ | ------ | ------ |
| 1   | EGY Egito          | 7   | 3     | 3     | 0     | 1          | 0          | 2          | 0          | 0          | 0          | 9    | 4    | 2.250 | 267    | 234    | 1.141  |
| 2   | BRA Brasil         | 7   | 3     | 2     | 1     | 1          | 1          | 0          | 1          | 0          | 0          | 8    | 4    | 2,000 | 278    | 212    | 1.311  |
| 3   | GER Alemanha       | 3   | 3     | 1     | 2     | 0          | 0          | 1          | 1          | 1          | 0          | 6    | 8    | 0.750 | 280    | 288    | 0.972  |
| 4   | USA Estados Unidos | 1   | 3     | 0     | 3     | 0          | 0          | 0          | 1          | 0          | 2          | 2    | 9    | 0.222 | 167    | 258    | 0.647  |

| 10 de setembro | Brasil BRA | 3-0   | USA Estados Unidos | Riocentro, Rio de Janeiro |
| 10 de setembro | 25         | Set 1 | 14                 | Riocentro, Rio de Janeiro |
| 10 de setembro | 25         | Set 2 | 17                 | Riocentro, Rio de Janeiro |
| 10 de setembro | 25         | Set 3 | 14                 | Riocentro, Rio de Janeiro |
| 10 de setembro | Set 4      |       |                    | Riocentro, Rio de Janeiro |
| 10 de setembro | Set 5      |       |                    | Riocentro, Rio de Janeiro |

| 10 de setembro | Egito EGY | 3-2   | GER Alemanha | Riocentro, Rio de Janeiro |
| 10 de setembro | 18        | Set 1 | 25           | Riocentro, Rio de Janeiro |
| 10 de setembro | 21        | Set 2 | 25           | Riocentro, Rio de Janeiro |
| 10 de setembro | 25        | Set 3 | 22           | Riocentro, Rio de Janeiro |
| 10 de setembro | 25        | Set 4 | 14           | Riocentro, Rio de Janeiro |
| 10 de setembro | 15        | Set 5 | 7            | Riocentro, Rio de Janeiro |

| 10 de setembro | Brasil BRA | 2-3   | EGY Egito | Riocentro, Rio de Janeiro |
| 10 de setembro | 18         | Set 1 | 25        | Riocentro, Rio de Janeiro |
| 10 de setembro | 25         | Set 2 | 13        | Riocentro, Rio de Janeiro |
| 10 de setembro | 23         | Set 3 | 25        | Riocentro, Rio de Janeiro |
| 10 de setembro | 25         | Set 4 | 10        | Riocentro, Rio de Janeiro |
| 10 de setembro | 13         | Set 5 | 15        | Riocentro, Rio de Janeiro |

| 10 de setembro | Estados Unidos USA | 2-3   | GER Alemanha | Riocentro, Rio de Janeiro |
| 10 de setembro | 25                 | Set 1 | 20           | Riocentro, Rio de Janeiro |
| 10 de setembro | 15                 | Set 2 | 25           | Riocentro, Rio de Janeiro |
| 10 de setembro | 10                 | Set 3 | 25           | Riocentro, Rio de Janeiro |
| 10 de setembro | 25                 | Set 4 | 23           | Riocentro, Rio de Janeiro |
| 10 de setembro | 10                 | Set 5 | 15           | Riocentro, Rio de Janeiro |

| 10 de setembro | Egito EGY | 3-0   | USA Estados Unidos | Riocentro, Rio de Janeiro |
| 10 de setembro | 25        | Set 1 | 14                 | Riocentro, Rio de Janeiro |
| 10 de setembro | 25        | Set 2 | 9                  | Riocentro, Rio de Janeiro |
| 10 de setembro | 25        | Set 3 | 14                 | Riocentro, Rio de Janeiro |
| 10 de setembro | Set 4     |       |                    | Riocentro, Rio de Janeiro |
| 10 de setembro | Set 5     |       |                    | Riocentro, Rio de Janeiro |

| 10 de setembro | Alemanha GER | 1-3   | BRA Brasil | Riocentro, Rio de Janeiro |
| 10 de setembro | 26           | Set 1 | 24         | Riocentro, Rio de Janeiro |
| 10 de setembro | 23           | Set 2 | 25         | Riocentro, Rio de Janeiro |
| 10 de setembro | 18           | Set 3 | 25         | Riocentro, Rio de Janeiro |
| 10 de setembro | 12           | Set 4 | 25         | Riocentro, Rio de Janeiro |
| 10 de setembro | Set 5        |       |            | Riocentro, Rio de Janeiro |

### Grupo B
|     |                          |     | Jogos | Jogos | Jogos | Resultados | Resultados | Resultados | Resultados | Resultados | Resultados | Sets | Sets | Sets  | Pontos | Pontos | Pontos |
| Pos | Equipe                   | Pts | T     | V     | D     | 3–0        | 3–1        | 3–2        | 2–3        | 1–3        | 0–3        | V    | P    | R     | V      | P      | R      |
| --- | ------------------------ | --- | ----- | ----- | ----- | ---------- | ---------- | ---------- | ---------- | ---------- | ---------- | ---- | ---- | ----- | ------ | ------ | ------ |
| 1   | IRI Irã                  | 9   | 3     | 3     | 0     | 3          | 0          | 0          | 0          | 0          | 0          | 9    | 0    | MAX   | 228    | 173    | 1.318  |
| 2   | BIH Bósnia e Herzegovina | 6   | 3     | 2     | 1     | 2          | 0          | 0          | 0          | 0          | 1          | 6    | 3    | 2,000 | 206    | 184    | 1.120  |
| 3   | UKR Ucrânia              | 2   | 3     | 1     | 2     | 0          | 0          | 1          | 0          | 0          | 2          | 3    | 8    | 0.375 | 237    | 262    | 0.905  |
| 4   | CHN China                | 1   | 3     | 0     | 3     | 0          | 0          | 0          | 1          | 0          | 2          | 2    | 9    | 0.222 | 216    | 265    | 0.815  |

| 10 de setembro | Irã IRI | 3-0   | CHN China | Riocentro, Rio de Janeiro |
| 10 de setembro | 25      | Set 1 | 22        | Riocentro, Rio de Janeiro |
| 10 de setembro | 25      | Set 2 | 13        | Riocentro, Rio de Janeiro |
| 10 de setembro | 25      | Set 3 | 14        | Riocentro, Rio de Janeiro |
| 10 de setembro | Set 4   |       |           | Riocentro, Rio de Janeiro |
| 10 de setembro | Set 5   |       |           | Riocentro, Rio de Janeiro |

| 10 de setembro | Bósnia e Herzegovina BIH | 3-0   | UKR Ucrânia | Riocentro, Rio de Janeiro |
| 10 de setembro | 25                       | Set 1 | 12          | Riocentro, Rio de Janeiro |
| 10 de setembro | 25                       | Set 2 | 22          | Riocentro, Rio de Janeiro |
| 10 de setembro | 25                       | Set 3 | 20          | Riocentro, Rio de Janeiro |
| 10 de setembro | Set 4                    |       |             | Riocentro, Rio de Janeiro |
| 10 de setembro | Set 5                    |       |             | Riocentro, Rio de Janeiro |

| 12 de setembro | China CHN | 2-3   | UKR Ucrânia | Riocentro, Rio de Janeiro |
| 12 de setembro | 28        | Set 1 | 26          | Riocentro, Rio de Janeiro |
| 12 de setembro | 25        | Set 2 | 23          | Riocentro, Rio de Janeiro |
| 12 de setembro | 23        | Set 3 | 25          | Riocentro, Rio de Janeiro |
| 12 de setembro | 22        | Set 4 | 25          | Riocentro, Rio de Janeiro |
| 12 de setembro | 14        | Set 5 | 16          | Riocentro, Rio de Janeiro |

| 12 de setembro | Irã IRI | 3-0   | BIH Bósnia e Herzegovina | Riocentro, Rio de Janeiro |
| 12 de setembro | 25      | Set 1 | 17                       | Riocentro, Rio de Janeiro |
| 12 de setembro | 25      | Set 2 | 22                       | Riocentro, Rio de Janeiro |
| 12 de setembro | 25      | Set 3 | 17                       | Riocentro, Rio de Janeiro |
| 12 de setembro | Set 4   |       |                          | Riocentro, Rio de Janeiro |
| 12 de setembro | Set 5   |       |                          | Riocentro, Rio de Janeiro |

| 10 de setembro | Bósnia e Herzegovina BIH | 3-0   | CHN China | Riocentro, Rio de Janeiro |
| 10 de setembro | 25                       | Set 1 | 14        | Riocentro, Rio de Janeiro |
| 10 de setembro | 25                       | Set 2 | 22        | Riocentro, Rio de Janeiro |
| 10 de setembro | 25                       | Set 3 | 19        | Riocentro, Rio de Janeiro |
| 10 de setembro | Set 4                    |       |           | Riocentro, Rio de Janeiro |
| 10 de setembro | Set 5                    |       |           | Riocentro, Rio de Janeiro |

| 10 de setembro | Ucrânia UKR | 0-3   | IRI Irã | Riocentro, Rio de Janeiro |
| 10 de setembro | 22          | Set 1 | 25      | Riocentro, Rio de Janeiro |
| 10 de setembro | 26          | Set 2 | 28      | Riocentro, Rio de Janeiro |
| 10 de setembro | 20          | Set 3 | 25      | Riocentro, Rio de Janeiro |
| 10 de setembro | Set 4       |       |         | Riocentro, Rio de Janeiro |
| 10 de setembro | Set 5       |       |         | Riocentro, Rio de Janeiro |

## Fase final
|  | Semifinais               | Semifinais |   |           | Final                    | Final |  |
|  |                          |            |   |           |                          |       |  |
|  |                          |            |   |           |                          |       |  |
|  | EGY Egito                | 0          |   |           |                          |       |  |
|  | BIH Bósnia e Herzegovina | 3          |   |           |                          |       |  |
|  |                          |            |   |           |                          |       |  |
|  |                          |            |   |           |                          |       |  |
|  |                          |            |   |           | BIH Bósnia e Herzegovina | 1     |  |
|  |                          | IRI Irã    | 3 |           |                          |       |  |
|  |                          |            |   |           |                          |       |  |
|  |                          |            |   |           |                          |       |  |
|  |                          |            |   |           | Terceiro lugar           |       |  |
|  |                          |            |   |           |                          |       |  |
|  | BRA Brasil               | 0          |   | EGY Egito | 3                        |       |  |
|  | IRI Irã                  | 3          |   |           | BRA Brasil               | 2     |  |

### Semifinal
| 10 de setembro | Egito EGY | 0-3   | BIH Bósnia e Herzegovina | Riocentro, Rio de Janeiro |
| 10 de setembro | 23        | Set 1 | 25                       | Riocentro, Rio de Janeiro |
| 10 de setembro | 16        | Set 2 | 25                       | Riocentro, Rio de Janeiro |
| 10 de setembro | 20        | Set 3 | 25                       | Riocentro, Rio de Janeiro |
| 10 de setembro | Set 4     |       |                          | Riocentro, Rio de Janeiro |
| 10 de setembro | Set 5     |       |                          | Riocentro, Rio de Janeiro |

| 10 de setembro | Brasil BRA | 0-3   | IRI Irã | Riocentro, Rio de Janeiro |
| 10 de setembro | 20         | Set 1 | 25      | Riocentro, Rio de Janeiro |
| 10 de setembro | 19         | Set 2 | 28      | Riocentro, Rio de Janeiro |
| 10 de setembro | 17         | Set 3 | 25      | Riocentro, Rio de Janeiro |
| 10 de setembro | Set 4      |       |         | Riocentro, Rio de Janeiro |
| 10 de setembro | Set 5      |       |         | Riocentro, Rio de Janeiro |

### Disputa pelo bronze
| 10 de setembro | Egito EGY | 3-2   | BRA Brasil | Riocentro, Rio de Janeiro |
| 10 de setembro | 28        | Set 1 | 26         | Riocentro, Rio de Janeiro |
| 10 de setembro | 29        | Set 2 | 31         | Riocentro, Rio de Janeiro |
| 10 de setembro | 19        | Set 3 | 25         | Riocentro, Rio de Janeiro |
| 10 de setembro | 25        | Set 4 | 22         | Riocentro, Rio de Janeiro |
| 10 de setembro | 15        | Set 5 | 13         | Riocentro, Rio de Janeiro |

### Final
| 10 de setembro | Bósnia e Herzegovina BIH | 1-3   | IRI Irã | Riocentro, Rio de Janeiro |
| 10 de setembro | 21                       | Set 1 | 25      | Riocentro, Rio de Janeiro |
| 10 de setembro | 25                       | Set 2 | 21      | Riocentro, Rio de Janeiro |
| 10 de setembro | 18                       | Set 3 | 25      | Riocentro, Rio de Janeiro |
| 10 de setembro | 15                       | Set 4 | 25      | Riocentro, Rio de Janeiro |
| 10 de setembro | Set 5                    |       |         | Riocentro, Rio de Janeiro |

## Medalhistas
|  | IRI Irã |  | BIH Bósnia e Herzegovina |  | EGY Egito |
|  | Mehrzad Mehravan Morteza Mehrzadselakjani Meisam Ali Pour Davoud Alipourian Abolfazl Oliyaei Arash Khormali Sadegh Bigdeli Majid Lashkarisanami Hossein Golestani Isa Zirahi Ramezan Salehihajikolaei Mahdi Babadi |  | Ismet Godinjak Adnan Manko Armin Sehic Adnan Kesmer Asim Medic Mirzet Duran Nizam Cancar Dzevad Hamzic Benis Kadric Safet Alibasic Sabahudin Delalic Ermin Jusufovic |  | Hesham Elshwikh Shaaban Khater Ashraf Abdalla Mohamed Zeid Ahmed Soliman Ahmed Amer Hossam Massoud Elsayed Moussa Abdelnaby Abdellatif Sabry Eid Mohamed Abouelyazeid Metawa Abouelkhir |